# Walancina Kawalowa
Walancina Iwanauna Kawalowa (biał. Валянціна Іванаўна Кавалёва, ros. Валентина Ивановна Ковалёва, Walentina Iwanowna Kowalowa; ur. 27 kwietnia 1957 w Mironienkach w rejonie kalinkowickim) – białoruska filolog, nauczycielka i polityk, w latach 2004–2012 deputowana do Izby Reprezentantów Zgromadzenia Narodowego Republiki Białorusi III i IV kadencji.

## Życiorys
Urodziła się 27 kwietnia 1957 roku we wsi Mironienki, w rejonie kalinkowickim obwodu homelskiego Białoruskiej SRR, ZSRR. Ukończyła studia na Wydziale Filologii Białoruskiego Uniwersytetu Państwowego, uzyskując wykształcenie filologa, wykładowcy języka rosyjskiego i literatury, a także Akademię Zarządzania przy Radzie Ministrów Republiki Białorusi, uzyskując wykształcenie menedżera ekonomisty. Pracę rozpoczęła jako starsza opiekunka pionierów w Mironieńskiej Szkole Ośmioletniej. Następnie pracowała jako nauczycielka języka rosyjskiego i literatury, zastępczyni dyrektora ds. pracy szkolno-wychowawczej w Szkole Średniej Nr 7 w Swietłahorsku, instruktorka wydziału ideologicznego Swietłahorskiego Komitetu Miejskiego Komunistycznej Partii Białorusi, zastępczyni kierownika wydziału oświaty Swietłahorskiego Miejskiego Komitetu Wykonawczego, zastępczyni przewodniczącego Swietłahorskiego Miejskiego Komitetu Wykonawczego, zastępczyni przewodniczącego Swietłahorskiego Rejonowego Komitetu Wykonawczego.
W 2004 roku została deputowaną do Izby Reprezentantów Zgromadzenia Narodowego Republiki Białorusi III kadencji ze Swietłahorskiego Okręgu Wyborczego Nr 48. Pełniła w niej funkcję członkini Stałej Komisji ds. Ochrony Zdrowia, Kultury Fizycznej, Spraw Rodziny i Młodzieży. 27 października 2008 roku została deputowaną do Izby Reprezentantów IV kadencji ze Swietłahorskiego Okręgu Wyborczego Nr 46. Pełniła w niej funkcję zastępczyni przewodniczącego Stałej Komisji ds. Międzynarodowych i Kontaktów z WNP. Od 13 listopada 2008 roku była członkinią Narodowej Grupy Republiki Białorusi w Unii Międzyparlamentarnej.

## Odznaczenia
- Medal „Za pracowniczą dzielność” (ZSRR);
- Medal „Za Zasługi w Pracy” (Białoruś);
- Medal „Za Wierność Obowiązkowi i Ojczyźnie”;
- Gramota Pochwalna Zgromadzenia Narodowego Republiki Białorusi[1].